# Koreak
Koreak is een bestuurslaag in het regentschap Kuningan van de provincie West-Java, Indonesië. Koreak telt 2193 inwoners (volkstelling 2010).